# 운림중학교
운림중학교(雲林中學校)는 대한민국 광주광역시 동구 운림동에 있는 공립 중학교이다.ㅏㅔㅐ

## 학교 연혁
- 1980년 1월 24일 : 금남중학교 설립인가(27개 학급)
- 1980년 3월 1일 : 초대 박규현 교장 취임
- 2002년 3월 1일 : 운림중학교 교명 변경
- 2014년 3월 1일 : 문화예술 연구학교 및 영어독서 선도학교 운영
- 2024년 3월 4일 : 제17대 조중현 교장 취임
- 2025년 1월 8일 : 제43회 졸업식 75명(총 24,003명)
- 2025년 3월 4일 : 제46회 입학식 84명

## 참고 자료
- 운림중학교 - 한국교육학술정보원 학교알리미